# Glicherie Stanciu
Glicherie Stanciu (n. 22 octombrie 1955) a fost un deputat român în legislatura 1990-1992 în perioada 18 iunie 1990 - 4 mai 1990, cînd a demisionat. Deputatul  Glicherie Stanciu a fost ales în județul Brăila pe listele partidului FSN.
Soție:Stanciu Adela (Căsătoriți în 10 Februarie 1979)
De asemenea domnul Glicherie mai are 2 fete și 2 nepoți
Prima fata: Stanciu Alina
A doua fata: Scutelnicu Tatiana 
Și acesta mai are 2 Nepoti
Primul nepot: Scutelnicu Andrei Augustin